# Cephalodromia colonica
Cephalodromia colonica is een vliegensoort uit de familie van de Mythicomyiidae. De wetenschappelijke naam van de soort is voor het eerst geldig gepubliceerd in 1973 door Deeming, oorspronkelijk geplaatst in het geslacht Ceratolaemus.